# Aki legyőzte Al Caponét
Az Aki legyőzte Al Caponét (The Untouchables) 1987-ben bemutatott gengszterdráma Brian De Palma rendezésében Kevin Costnerrel (Eliot Ness), Sean Conneryval (Jim Malone) és Robert De Niróval (Al Capone) a főbb szerepekben. Sean Connery a filmben nyújtott alakításáért elnyerte a legjobb férfi mellékszereplőnek járó Oscar-díjat, s számos további kitüntetésben részesült. A filmet jelölték még a legjobb látványtervezés, a legjobb jelmeztervezés és a legjobb eredeti filmzene Oscar-díjára.
A film hátterét még a mai napig sokan valósnak ítélik. Maga a film is nagyban eltér Eliot Ness könyvében leírtaktól. Többek között három ember száll szembe Capone gengszterbandájával, holott Ness egy kilencfős csapatot szervezett. Azokat a személyeket, akik részt vettek a Capone-féle bűnbirodalom elleni harcban és szerepük volt a maffiafőnök börtönbejuttatásában, mély felháborodással töltött el mind ez, mind a korábbi filmadaptációk, illetve a Ness-féle könyv. Nessnek sosem volt érdemi szerepe a Capone elleni küzdelemben, csupán a hírnév és gazdagság vágya vezette, és a nagy sajtó visszhangok ellenére semmilyen eredménye nem volt. A könyvét is csak azért írta meg, mert évekkel később teljesen tönkrement és nem volt pénze. A kiadója tanácsára ötlött ki fiktív történeteket, amelyek nem egyeztek a valósággal.

## Történet
„1930. A tíz éve törvénybe iktatott teljes szesztilalom következtében, Amerika-szerte elharapózott a bűnözés. Felszámolását a rendőri és vámhatósági kihágások szinte lehetetlenné teszik. Chicagóban a milliárdos üzletet jelentő szeszcsempészet, Al Capone (Robert De Niro) kezében összpontosul.” Al Capone kezében van az egész város (még Chicago polgármesterére is hatást gyakorol). Az illegális szeszkereskedelem felszámolására Eliot Nesst (Kevin Costner) bízzák meg.
Ness az informátorától fülest kap, hogy ma éjjel, nagy rakományú kanadai whisky érkezik. A rajtaütés azonban rosszul sül el, hisz' nem alkoholt találnak a ládákban, hanem esernyőket. Ennek ellenére Eliot nem adja fel, és segítséget kér a megvesztegethetetlen ír rendőrtiszttől, Jim Malone-től (Sean Connery), hogy szervezzenek egy csapatot a szeszcsempészet ellen. Malone visszautasítja az ajánlatot, így első segítsége Oscar Wallace (Charles Martin Smith), a washingtoni revizor lesz. Jim másnap visszatér, és elmondja, hogy segít Capone legyőzésében. Malone szerint Al Capone az egész rendőrséget a kezében tartja, így nem bízhatnak senkiben. Ezért közvetlenül a Rendőrtiszti Főiskolára mennek, ahol mély benyomást tesz rájuk az olasz-amerikai George Stone (korábban Giuseppe Petri) (Andy García. Így Eliot, Jim, Oscar és George személyében összeáll a csapat, hogy felvegyék a harcot Al Capone ellen.
Első sikeres támadásuk a posta volt, ahol több száz palack illegális italt tartottak. Capone tudomást szerez róla, amit az emberei között véresen megtorol: vacsoránál a posta főnökének fejét szétveri egy baseballütővel. Capone, Eliotékat először pénzzel akarja lefizetni, azonban ez nem sikerül, így Frank Nitti (Bill Drago) Ness családjának a bántalmazásával fenyegeti őt (ezért aztán Eliot feleségét és gyermekét egy biztonságosabb helyre küldi).
Jim információt kap, hogy a kanadai-amerikai határon pénz- és alkoholcsempésze lesz, ezért a csapat odamegy. Az akció sikeresen zárul (leszámítva, hogy George megsérül), hiszen lefoglaltak két teherautó alkoholt, valamint sikerült elfogniuk Capone könyvelőjét, George-ot (Brad Sullivan). Ő azonban nem mond semmit, ezért Malone úgy ijeszt rá, hogy megfogja az egyik halott gengsztert, és úgy tesz, mintha őt is vallatná, utána pedig a holttestet fejbe lövi.
Nitti chicagói rendőrnek adja ki magát, és megöli George-ot és Wallace-t. Ness dühös lesz, mert meghalt a legjobb barátja és a koronatanúja, ezért személyesen szembesíti Caponét, hogy bármi áron is, de rács mögé dugja. Azonban a kerületi ügyész tanú nélkül nem emel vádat, ezért Ness kezdi feladni, de Malone meggyőzi, hogy beszélje rá az ügyészt, majd ő megkeresi a rendőrfőnökén keresztül a másik könyvelőt, Walter Payne-t. Megkéri a társait, hogy jöjjenek este át hozzá, majd ott minden elmond. Ness érkezése előtt egy késsel hadonászó betörő hatol be Malone otthonába, akit Malone kilök a bejárati ajtón, ő maga azonban áldozatául esik Nitti géppisztoly-sorozatának. Ness és George megtalálja a haldokló Malone-t, aki még elmondja nekik, hogy Walter melyik vonattal érkezik. Jim meghal.
Elioték a vonatállomáson próbálják megtalálni a gengszterekkel őrzött könyvelőt. Heves lövöldözés tör ki, de túlélik a tűzpárbajt, ráadásul Payne-t is élve fogják el.
Walter tanúskodik a bíróságon az egész Capone szervezet ellen. Ness viszont úgy érzi, hogy Al a börtönbüntetés ellenére, meglehetősen nyugodt, valamint Nitti kabátja belsejében meglát egy pisztolyt. Eliot a teremőrrel együtt kikíséri Franket, ahol elveszi a fegyverét, valamint kiüríti a zsebeit. Nittinél megtalálnak egy papírt, miszerint a polgármester rendelkezése alapján Frank Nittit különleges bánásmódban kell részesíteni, így visszakapja a fegyverét. Ness azonban megtalálja azt a gyufásdobozt, amin Malone lakcíme áll, így rögtön tudja, hogy ő ölte meg Jimet.
A pánikba esett Nitti lelövi a teremőrt és menekülni kezd. Eliot elkezdi üldözni, egészen a ház tetejéig, ahol lövöldözni kezdenek, egészen addig amíg Frank a ház oldalán lévő kötélen le nem akar mászni. Ness utoléri, ahol először lelőné, de rájön, hogy sokkal nagyobb büntetés lesz, ha elfogja. Eliot fel is húzza, de amikor elmondja Frank, hogy nem kár Malone-ért, Ness inkább ledobja a ház oldaláról.
George Nitti kabátjában megtalál egy papírt, amin az áll, hogy az összes esküdtet lefizették – ezért volt nyugodt Capone. A bíró egy kis győzködés után leváltatja az esküdteket. Még újra lehetne kezdeni a tárgyalást, azonban Capone ügyvédje bejelenti az új álláspontját: a „nem bűnös”-ből „bűnös” lesz. Caponét 11 éves börtönbüntetésre ítélik.
A film végén Ness pakolászni kezd chicagói irodájában, ahol megtalálja Malone medálját, Szent Ritát. Amikor hazaindul, megállítja egy riporter, aki elmondja, hogy cikket írna róla, és közli vele azt is, hogy eltörlik a szesztilalmat. A riporter ezután megkérdezi mit fog tenni. Ness csak ennyit válaszol: "Iszom egyet".

## Stáblista

A csapat (b-j): Oscar Wallace, Eliot Ness, Jim Malone és George Stone

| Színész              | Szerepe                       | 1. szinkron      | 2. szinkron     |
| -------------------- | ----------------------------- | ---------------- | --------------- |
| Kevin Costner        | Eliot Ness                    | Ujréti László    | Szakácsi Sándor |
| Sean Connery         | Jim Malone                    | Tolnai Miklós    | Kristóf Tibor   |
| Andy García          | George Stone (Giuseppe Petri) | Horváth Lajos    | Selmeczi Roland |
| Charles Martin Smith | Oscar Wallace                 | Kassai Károly    | Kocsó Gábor     |
| Robert De Niro       | Al Capone                     | Tahi Tóth László | Reviczky Gábor  |
| Patricia Clarkson    | Catherine Ness                | Pápai Erzsi      | F. Nagy Erika   |
| Billy Drago          | Frank Nitti                   | Kovács István    |                 |
| Richard Bradford     | Mike Dorsett rendőrfőnök      | Buss Gyula       | Papp János      |
| Jack Kehoe           | Walter Payne                  | Versényi László  | Galkó Balázs    |
| Brad Sullivan        | George                        | Vogt Károly      |                 |

## A film fogadtatása
A filmet négy Oscar-díjra is jelölték 1988-ban, melyből egyet nyert el: Sean Connery mint a legjobb férfi mellékszereplő vehette át a díjat. Ezenkívül Connery alakítását több más díjjal is honorálták. Nyert a Kansas City, a Londoni Filmkritikusok Szövetségén, valamint begyűjtötte a Nemzeti Filmszemle Tanács díját és a Golden Globe-díj is az ő nevéhez fűződik abban az évben. Színész téren egyedül őt honorálták, azonban a zeneszerző Ennio Morricone is részesült a dicsőségből: szintén jelölték az Oscar-gálán, valamint megnyerte a Grammy-díjat, és más elismeréseket is kapott.
A film a Rotten Tomatoeson 42 vélemény alapján, 81%-ban pozitív kritika mellett 7,4/10 ponton áll.
Többek között a The New York Times és a Washington Post kritikusai is elismerően írtak a filmről.

## Jelentősebb díjak és jelölések
| Díj              | Kategória                       | Jelöltek                                                   | Nyert-e? |
| ---------------- | ------------------------------- | ---------------------------------------------------------- | -------- |
| Oscar-díj        | legjobb eredeti filmzene        | Ennio Morricone                                            |          |
| Oscar-díj        | legjobb férfi mellékszereplő    | Sean Connery                                               |          |
| Oscar-díj        | legjobb jelmeztervezés          | Marilyn Vance                                              |          |
| Oscar-díj        | legjobb látványtervezés/díszlet | Hal Gausman, Patrizia von Brandenstein, William A. Elliott |          |
|                  |                                 |                                                            |          |
| BAFTA-díj        | legjobb díszlet                 | William A. Elliott                                         |          |
| BAFTA-díj        | legjobb férfi mellékszereplő    | Sean Connery                                               |          |
| BAFTA-díj        | legjobb filmzene                | Ennio Morricone                                            |          |
| BAFTA-díj        | legjobb jelmeztervezés          | Marilyn Vance                                              |          |
|                  |                                 |                                                            |          |
| César-díj        | legjobb külföldi film           | Brian De Palma                                             |          |
|                  |                                 |                                                            |          |
| Golden Globe-díj | Legjobb férfi mellékszereplő    | Sean Connery                                               |          |
| Golden Globe-díj | Legjobb eredeti filmzene        | Ennio Morricone                                            |          |
|                  |                                 |                                                            |          |
| Grammy-díj       | Legjobb eredeti zenei album     | Ennio Morricone                                            |          |

forrás:

## Filmzene
- "Mood Indigo" – Bob Wilber
- "Westi la giubba" – Mario Del Monaco

forrás:

## Érdekességek
- Bob Hoskins jelentkezett Al Capone szerepére, azonban Brian De Palma első kiszemeltje Robert De Niro volt. Ha ő nemet mondott volna, Hoskinsé lett volna a szerep.
- Eliot Ness szerepét Michael Douglasnek, Don Johnsonnak, Mel Gibsonnak és Harrison Fordnak is felajánlották, de mind visszautasította.
- Robert De Niro felvásárolta Al Capone öltönyeit, amiket nem akart a filmben mutatni, de végül meggyőzték, és beadta a derekát.
- De Nirónak már nem volt ideje, hogy felszedjen annyit, hogy hasonlítson Al Caponéra, ezért párnákkal tömték ki.
- Annak ellenére, hogy Eliot és Capone egymással szemben találták magukat a tárgyalóteremben, ez soha nem történt meg igazából.[9]